# パンク侍、斬られて候
『パンク侍、斬られて候』（読み：パンクざむらい、きられてそうろう）は、町田康による小説作品、および小説を原作とした2018年6月30日公開の映画。

## あらすじ
舞台は江戸時代。浪人・掛十之進は、仕官の職と報酬欲しさに、恐るべき災いを引き起こすとされる新興宗教団体「腹ふり党」の討伐を説く。黒和藩（くろあえはん）重臣・内藤帯刀はこれを利用して自分と対立する重臣の失脚を目論むが、教祖が捕縛された腹ふり党は既に解散しており、存在しないことを知る。内藤は偽の腹ふり党をねつ造する計画を企てるが、その結果、黒和藩に阿鼻叫喚の大惨事が訪れる。

## 登場人物
※名前の読みは角川文庫版に基づく。
掛十之進（かかりじゅうのしん）
浪人。超人的剣客。腹ふり党対策の専門家を自称して黒和藩に入り込む。
映画では名字の読みは「かけ」に変更されている。
長岡主馬（ながおかしゅめ）
黒和藩の藩士。掛を内藤に引き合わせる。
内藤帯刀（ないとうたてわき）
黒和藩の出頭家老。腹ふり党対策に乗じて大浦の失脚を目論む。
大浦主膳（おおうらしゅぜん）
黒和藩の次席家老。内藤とは少年時代から反目しあっている。
黒和直仁（くろあえなおひと）
黒和藩の藩主。度を越して真面目で融通の利かない人物。
幕暮孫兵衛（まくぼまごべえ）
大浦の用人。都合が悪くなると気絶する癖がある。
真鍋五千郎（まなべごせんろう）
超人的剣客。元は黒和藩の首切り役人で、現在も罪人の斬首や暗殺などを請け負っている。幕暮を通じて大浦に掛の暗殺を依頼される。
江下レの魂次（えげれのこんじ）
内藤に召し使われている密偵。腹ふり党の情報を集めるために黒和藩の隣の牛逐藩（うしちくはん）へ派遣される。
オサム
牛逐藩で雑傭仕事をしていた男。魂次の密書を内藤へ届けた。物を宙に浮かせたり燃やしたりする力を持つ。
茶山半郎（ちゃやまはんろう）
腹ふり党の元大幹部。現在は牛逐藩で暮らしている。顔面に珍妙な刺青をしている。
ろん
茶山の身のまわりの世話をしている美少女。
大臼延珍（でうすのぶうず）
黒和藩の「さるまわ奉行所」に居着いた猿。人語を解する。

## 舞台
2006年11月に初演が公演された。再演が2009年1月20日から2月1日まで本多劇場で、2月6日から8日までサンケイホールブリーゼで、2月14日から15日に北九州芸術劇場で、山内圭哉の脚本・演出・主演により公演された。
再演キャスト
- 掛十之進 - 山内圭哉
- ろん - 小島聖
- 長岡主馬 - 中山祐一朗（阿佐ヶ谷スパイダース）
- 菅原庸一 - 廣川三憲（ナイロン100℃）
- 幕暮孫兵衛 - 加藤啓（拙者ムニエル）
- 内藤帯刀 - 林克治（カリカ）
- 真鍋五千郎 - 福田転球（転球劇場）
- 江下レの魂次 - 高木稟（転球劇場）
- 大浦主膳 - 橋田雄一郎（転球劇場）

ほか

## 映画
2018年6月30日公開。2019年1月19日にはTwitterのdTVの公式アカウントで無料ライブ配信という初の試みが行われた。

### キャスト
- 掛十之進 - 綾野剛
- ろん - 北川景子
- 黒和直仁 - 東出昌大
- 幕暮孫兵衛 - 染谷将太
- 茶山半郎 - 浅野忠信
- 大臼延珍/ナレーター - 永瀬正敏[7]
- 真鍋五千郎 - 村上淳
- オサム - 若葉竜也
- 長岡主馬 - 近藤公園
- 江下レの魂次 - 渋川清彦
- 大浦主膳 - 國村隼
- 内藤帯刀 - 豊川悦司
- ろんの父親 - 町田康

### スタッフ
- 原作 - 町田康「パンク侍、斬られて候」（角川文庫刊）
- 監督 - 石井岳龍
- 脚本 - 宮藤官九郎
- 音楽 - 森俊之
- 主題歌 - セックス・ピストルズ「アナーキー・イン・ザ・U.K.」[7]（ユニバーサルミュージック）
- エンディングテーマ - 感覚ピエロ「夜のスピード」（JIJI INC.）
- 製作 - 若泉久央
- エグゼクティブプロデューサー - 西澤力、笹岡敦
- 企画・プロデュース - 伊藤和宏
- プロデューサー - 湊谷恭史
- 共同プロデューサー - 上田徳浩、鈴木健太郎、古賀俊輔、紀伊宗之、新野安行
- 特撮監督 - 尾上克郎
- 美術 - 林田裕至
- 撮影 - 松本ヨシユキ
- 照明 - 宮西孝明
- 録音 - 古谷正志
- 衣装 - キャラクターデザイン・衣装デザイン - 澤田石和寛
- 編集 - 武田峻彦
- テクニカルプロデューサー - 大屋哲男
- VFXプロデューサー - 道木伸隆
- VFXスーパーバイザー - 森田淳也
- アクションコーディネーター - 諸鍛冶裕太
- 振付 - 振付稼業air:man
- 助監督 - 茂木克仁
- キャスティングディレクター - 杉野剛
- スクリプター - 田口良子
- サウンドデザイン - 勝本道哲
- サウンドエディター - 勝俣まさとし
- ラインプロデューサー - 齋藤大輔
- 助成 - 文化庁文化芸術振興費補助金
- 配給 - 東映
- 宣伝 - ヨアケ
- 制作プロダクション - ザフール
- 企画制作 - dTV
- 製作著作 - エイベックス通信放送